# Biely Kostol
Biely Kostol (Hongaars: Pozsonyfehéregyház) is een Slowaakse gemeente in de regio Trnava, en maakt deel uit van het district Trnava.
Biely Kostol telt 1.427 inwoners.